# OpenSkies
OpenSkies, derivata dalla precedente Elysair francese è stata un'aerolinea britannica a tutti gli effetti. Nonostante le origini francesi si sviluppò nel Regno Unito per circa un decennio.

## Storia
Spiccatamente rivolta al mercato dei viaggi d'affari Elysair SAS fu fondata a Wissous, nei pressi dell'aeroporto di Parigi-Orly, nell'ottobre 2006. I collegamenti di linea furono avviati il 3 gennaio 2007 con Boeing 757, ma l'iniziativa non riscosse il successo sperato.
Per tentare di correre ai ripari fu cercato un partner straniero e, il 28 luglio 2008, la società fu acquistata da British Airways. Un mese dopo le attività venivano integrate in quelle della britannica OpenSkies da poco costituita all'uopo da British Airways. Questa avrebbe infatti dovuto effettuare voli a lungo raggio, con aerei tutti allestiti in configurazione classe affari, a seguito degli accordi "Cieli Aperti" tra Unione Europea e Stati Uniti. L'integrazione definitiva di Elysair in OpenSkies avvenne il 4 aprile 2009.
Nonostante la successiva adozione di più capienti Boeing 767 l'iniziativa ebbe un successo limitato. La pandemia di COVID-19 peggiorò la situazione e il calo dei passeggeri divenne economicamente insopportabile. L'8 luglio 2020 il gruppo IAG ufficializzava la sospensione delle attività. La prenotazione dei voli fu nuovamente autorizzata in una data successiva in previsione di una ripresa dei servizi in ottobre, successivamente posticipata a dicembre. Nonostante ciò, le attività non sono mai state ripristinate.

## Flotta

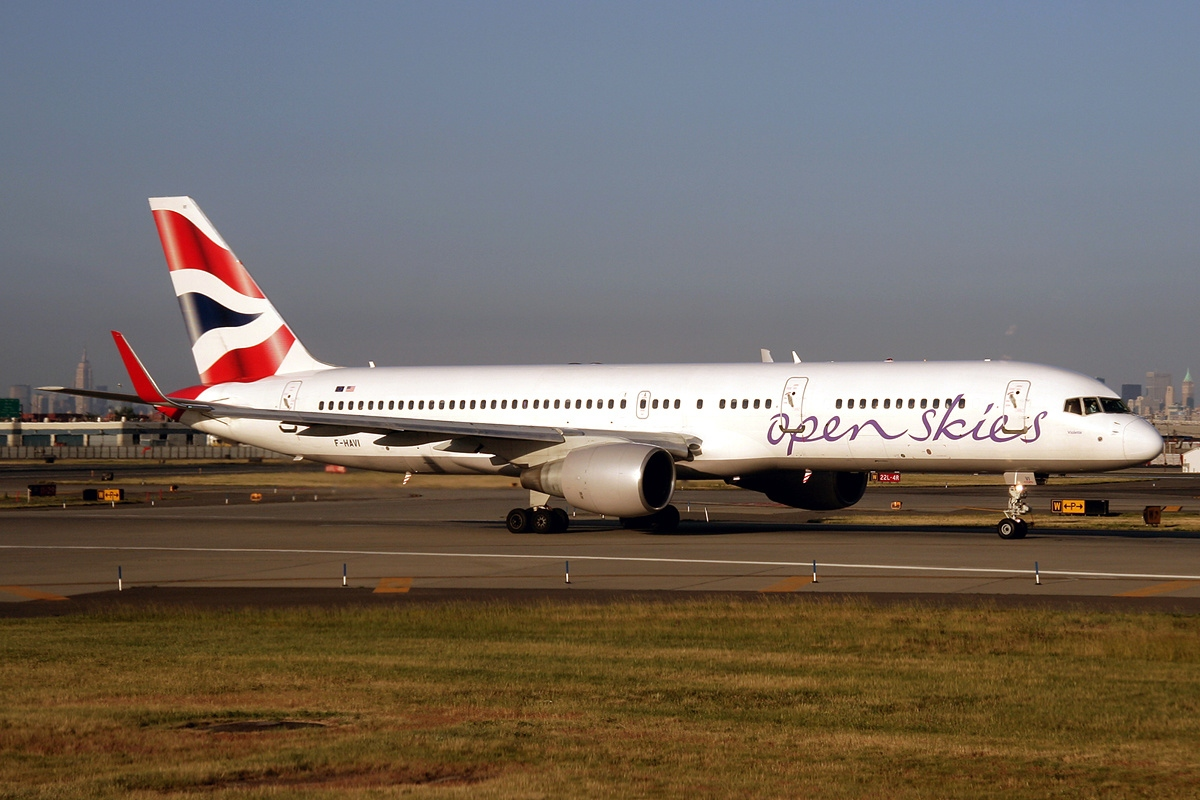
Un Boeing 757-200 di OpenSkies.

Nel luglio 2018 la flotta era formata consiste dai seguenti aerei:
| Aereo            | Totale | Ordini | Passeggeri | Passeggeri | Passeggeri | Passeggeri | Note             |
| Aereo            | Totale | Ordini | J          | W          | Y          | Total      | Note             |
| ---------------- | ------ | ------ | ---------- | ---------- | ---------- | ---------- | ---------------- |
| Airbus A330-200  | 1      | 1      |            | 21         | 293        | 314        | Operato da Level |
| Boeing 757–200   | 1      | —      | 20         | 28         | 66         | 114        |                  |
| Boeing 767–300ER | 1      | —      | 24         | 24         | 141        | 189        |                  |
| Total            | 2      | 1      |            |            |            |            |                  |